# Carex liparocarpos
Carex liparocarpos és una espècie de planta herbàcia del gènere Càrex. És originària de l'Europa mediterrània i submediterrània. Herba cespitosa, glabra de 10 a 40 cm d'alçada, beines basals fibroses, d'un bru fosc, fulles planes més o menys coriàcies de 5-40 cm x 2-3 mm. Disposa d'espigues masculines i espigues femenines (planta monoica), floreix de febrer a agost. Viu en garrigues màquies i bosc de fulla dura. Als Països Catalans (tota Catalunya excepte en parts dels Pirineus, País Valencià, Mallorca, Menorca, Eivissa i Formentera) es troba des de nivell del mar fins a 2600 m d'altitud. La seva distribució geogràfica general és eurosiberiana. Habita en prats i brolles. Creix sobre substrat calcari i floreix d'abril a juliol.

## Descripció
Carex liparocarpos presenta dues o més espigues per tija, les espigues són clarament de dues menes (diferenciades per

## Taxonomia
Carex liparocarpos va ser descrita per Gaudichaud-Beaupré, Charles 

### Etimologia
- Carex: nom genèric que prové del llatí i significa que algunes espècies tenen les fulles espinoses i agudes.[4]
- liparocarpos: epítet que fa referència a la composició de la llavor: lipar-, és un element de construcció de la paraula "oliós" del grec liparos que significa greixós de "lipos" (greix).

### Sinonímia
- Carex brevirostrata Poir.
- Carex lamarckii Wood
- Carex liparocarpos subsp. liparocarpos
- Carex lucida Clairv.
- Carex nitida var. supiniformis Kük.
- Carex palentina Losa & P.Monts.[5]